# Apeadeiro de São José
O Apeadeiro de São José, originalmente denominado de Calhabé (designação que se menteve oficiosamente),[carece de fontes?] foi uma gare do Ramal da Lousã, situada na cidade de Coimbra, em Portugal.

## Descrição
As instalações do Apeadeiro de São José situam-se junto à Rua do Brasil, na cidade de Coimbra. O abrigo de plataforma situa-se do lado sul da via (lado direito do sentido ascendente, a Serpins).

## História

### Abertura ao serviço
Este apeadeiro inseria-se no troço entre Coimbra e Lousã do Ramal da Lousã, que abriu à exploração em 16 de Dezembro de 1906, pela Companhia Real dos Caminhos de Ferro Portugueses.

### Século XXI
Em Fevereiro de 2009, a circulação no Ramal da Lousã foi temporariamente interrompida para a realização de obras, tendo os serviços sido substituídos por autocarros.

Em 4 de Janeiro de 2010, o troço entre o Apeadeiro de Coimbra-Parque e a Estação de Miranda do Corvo foi encerrado para a futura reconversão do sistema ferroviário num metro de superfície, tendo sido criado um serviço rodoviário de substituição. Já em 2007, o projeto apresentado para o Metro Mondego (entretanto nunca construído) preconizava a inclusão de São José como uma das 14 interfaces do Ramal da Lousã a manter como estação/paragem do novo sistema.